# فهد الثنيان
فهد الثنيان لاعب كرة قدم سعودي .
وسبق له أن مثل نادي التعاون ونادي الهلال ونادي التقدم.
وأيضا سبق له أن مثل منتخب السعودية لكرة القدم

## انتقاله إلى الهلال
في عام 2013-2014 تلقت إدارة نادي التعاون من إدارة نادي الهلال عرضاً يطلب فيه خدمات الحارس فهد الثنيان
و اتفقت إدارة نادي الهلال رسميا مع نظيرتها في نادي التعاون بقيادة رئيس النادي محمد القاسم بشأن انتقال حارس مرمى الفريق الأول لكرة القدم بنادي التعاون فهد الثنيان (27 عاماً) إلى نادي الهلال
وإدارة نادي الهلال سبق أن فاوضت اللاعب العام الماضي 2012-2014 لكن العرض لم يكن جيدا من وجهة نظر التعاونيين وعاد الهلال مرة أخرى بعرض أفضل ليكسب خدمات اللاعب وتكللت الصفقة بالنجاح

## انجازه الفردي
أفضل حارس في موسم 2013

## إنجازاته مع نادي التعاون
1 - تحقيق كاس الأمير فيصل للدرجتين الأولى والثانية 1427هـ بقيادة سعيد الاحمري .
2- تحقيق كاس الأمير فيصل للدرجتين الأولى والثانية عام 1428هـ بقيادة سعيد الاحمري .

## إنجازاته مع نادي الهلال
1- تحقيق كاس خادم الحرمين الشريفين الملك سلمان عام 2015
2- تحقيق كاس السوبر السعودي عام 2015

## روابط خارجية
- فهد الثنيان على موقع Soccerway.com (الإنجليزية)